# Ottawan
Ottawan byla hudební popová dvojice, která se stala známá především díky svým hitům "D.I.S.C.O." a "Hands Up (Give Me Your Heart)" ze začátku 80. let 20. století. Jejími členy byli Jean Patrick Baptiste a Annette Eltice, přičemž vystupovali pod vedením francouzského producenta Daniela Vangarda a belgického producenta Jeana Klugera.

## Diskografie

### Alba
| Rok  | Album      | NEM | AUS |
| ---- | ---------- | --- | --- |
| 1980 | D.I.S.C.O. | 30  | -   |
| 1981 | 2          | -   | 18  |

### Single
| Rok  | Singl                                  | UK | NEM | HOL | BEL | NOR | RAK | IRL |
| ---- | -------------------------------------- | -- | --- | --- | --- | --- | --- | --- |
| 1979 | "D.I.S.C.O."                           | 2  | 2   | 1   | 2   | 1   | 4   | 2   |
| 1980 | "You’re OK"                            | 56 | 17  | -   | -   | -   | -   | -   |
| 1980 | "Shalalala Song"                       | -  | 73  | -   | -   | -   | -   | -   |
| 1980 | "Haut Les Mains (Donne-moi Ton Cœur)"  | -  | -   | -   | 32  | -   | -   | -   |
| 1981 | "Hands Up (Give Me Your Heart)"        | 3  | 2   | 5   | 4   | 1   | 3   | 1   |
| 1981 | "Crazy Music"                          | -  | 26  | -   | -   | -   | 19  | -   |
| 1981 | "Qui va garder mon crocodile cet été?" | -  | -   | -   | 23  | -   | -   | -   |
| 1981 | "Help, Get Me Some Help"               | 49 | -   | -   | -   | -   | -   | -   |
| 1982 | "Hello Rio!"                           | -  | -   | -   | -   | -   | -   | -   |
| 1982 | "Top Secret"                           | -  | -   | -   | -   | -   | -   | -   |